# 石抹海住
石抹 海住（せきまつ カイジュ、生没年不詳）は、モンゴル帝国に仕えた契丹人の一人。
『元史』には立伝されていないが、『至正集』巻52碑志9故征南千戸蕭公神道碑銘に孫の石抹世昌とともにその事蹟が記される。『新元史』には故征南千戸蕭公神道碑銘を元にした列伝が記されている。

## 概要
石抹海住はキタイ帝国（遼朝）の歴代皇后を輩出した審密＝石抹氏（漢風には蕭氏）の出であった。金朝の正隆年間に清平に移住した一族の出で、漢風に徳亨という諱、仲通という字も持っていたが、一般に海住という小字で知られていたという。
モンゴル帝国による金朝侵攻が始まると、石抹海住は左翼万人隊長ムカリに降って館陶招撫使とされた。磁州の攻略には一人として無用な殺戮はせず、鹿邑・太康で得た5千人の捕虜を解放した逸話で知られる。彰徳の攻略に功績を挙げた後、奉国上将軍・彰徳路総管兼行軍総帥府事とされ、以後石抹海住の一族は彰徳に移り住んだ。死後は息子の石抹珪が後を継ぎ、征南千戸となった。